# Голейзовский, Никита Касьянович
Никита Касьянович Голейзовский (4 февраля 1938, Москва — 30 января 2025) — советский и российский художник-реставратор, искусствовед, педагог; кандидат исторических наук.

## Биография
Родился 4 февраля 1938 года в Москве в семье К. Я. Голейзовского.
В 1961 году окончил исторический факультет МГУ. В студенческие годы начал работать художником-реставратором в Специальной научно-реставрационной производственной конторе при ЦНРМ Академии строительства и архитектуры СССР.
В 1964 году поступил в Институт истории Академии наук СССР, откуда на следующий год перешёл в Центральную художественно-реставрационную мастерскую. В 1970 году степень кандидата искусствоведения и до 1977 года был младшим научным сотрудником Института славяноведения и балканистики АН СССР в Москве. С 1977 года работал во Всесоюзной центральной научно-исследовательской лаборатории по консервации и реставрации музейных ценностей (с 1979 года — Всесоюзный научно-исследовательский институт реставрации); был заведующим сектором масляной живописи. старшим научным сотрудником отдела внедрения научных разработок; позже — заведующим сектором пропаганды художественного наследия.
С 1987 года читал курс «Беседы о духовной культуре древней Руси» в Университете истории культур. В 1992—1998 годах преподавал «Источниковедение искусства древней Руси» во Всероссийской Академии живописи, ваяния и зодчества — профессор, заведующий кафедрой истории искусства.
С 1977 года — член Союза художников СССР. Автор более 100 научных публикаций.
Умер 30 января 2025 года в возрасте 86 лет.